# Kwieciak jabłkowiec

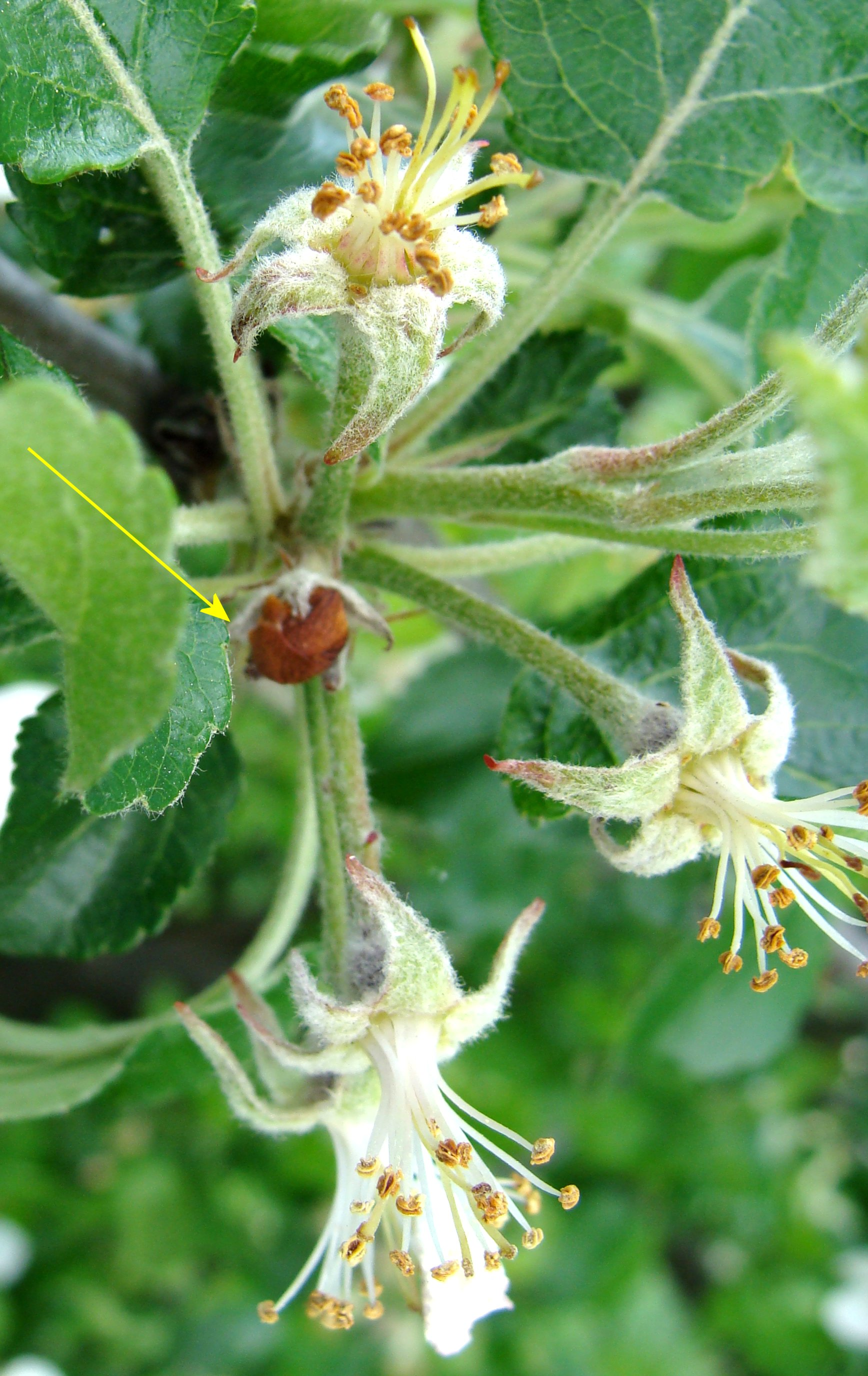
Strzałka wskazuje pąk opanowany przez kwieciaka

Kwieciak jabłkowiec (Anthonomus pomorum L.)  – chrząszcz z rodziny ryjkowcowatych.

## Budowa
Długość owada wynosi około 4 mm. Uda ciemnobrunatne  z jednym ostrym wyrostkiem (zębem), pozostałe części  nóg czerwonobrunatne.  Pancerz gęsto pokryty włoskami. Pokrywy wypukłe z podłużnym żeberkowaniem i ciemnobrunatną przepaską w kształcie litery V. Ryjek ciemno zabarwiony i zagięty do dołu, mniej więcej o około ¼ dłuższy niż głowa i przedplecze razem. Czułki siedmioczłonowe, załamane i na końcu buławkowato rozszerzone. Oczy wypukłe, położone przy nasadzie ryjka.

## Biologia
Zimę spędzają w ukryciu jako postacie dorosłe. Wiosną samica składa jaja wewnątrz pąków  kwiatowych jabłoni i grusz, (rzadko wiśni). Wylęgająca się biała i beznoga larwa (ok. 6 mm dł.)  nie dopuszcza do rozwoju opanowanego pąka, rozwija się i przepoczwarcza w jego wnętrzu pod osłoną zbrązowiałych płatków korony. Wystarczy je unieść aby zobaczyć larwę lub poczwarkę. Rozwój larwy trwa 2-4 tygodnie natomiast stadium poczwarki (wolna) ok. 8 dni.

## Rozprzestrzenienie
Chrząszcz ten występuje w Europie, z wyjątkiem północnej Skandynawii, całej Rosji (część europejska, Syberia Wschodnia i Zachodnia oraz rosyjski Daleki Wschód), Turcji, Algierii, Libanie, Syrii, Armenii, Gruzji, Azerbejdżanie, Iranie, Kazachstanie, Turkmenistanie, Uzbekistanie, Tadżykistanie, Kirgistanie, Mongolii, Chinach, obu Koreach i Japonii. Zawleczony został również do USA, gdzie obecnie już nie występuje.

## Szkodliwość i zwalczanie
Wiosną, przy masowym pojawieniu zarówno okazy dorosłe jak i larwy wyrządzają znaczne szkody, niszcząc pąki i zawiązki kwiatów. Uszkodzone kwiaty nie zawiązują owoców. Ciepła wiosna i szybki rozwój pąków  powoduje znaczną śmiertelność wśród larw kwieciaka a osobniki dorosłe pozbawia możliwości złożenia wszystkich jaj (pąk musi być mało dojrzały aby larwa zdążyła się w porę wykluć). W tym okresie konary drzew w sadach okręca się taśmami  papieru karbowanego. Gromadzące się w jego szczelinach chrząszcze pali się razem z papierem. Dorosłe owady przed złożeniem jaj również odżywiają się wnętrzem pąków. Po przepoczwarczeniu młode chrząszcze odżywiają się liśćmi, lecz już w lipcu udają się na spoczynek zimowy, i dlatego od tego momentu nie są już szkodliwe.
Podstawowym sposobem zwalczania w sadach produkcyjnych jest ochrona chemiczna za pomocą insektycydów.